# Diasporus
Diasporus is een geslacht van kikkers uit de familie Eleutherodactylidae.
Het geslacht is wetenschappelijk beschreven door Stephen Blair Hedges, William Edward Duellman en Matthew P. Heinicke in 2008 en werd in de literatuur nog niet eerder gebruikt. Er zijn elf soorten die vroeger behoorden tot andere geslachten als Eleutherodactylus en Pristimantis. Regelmatig worden er nieuwe soorten ontdekt die tot het geslacht Diasporus worden gerekend. Voorbeelden zijn de pas in 2012 wetenschappelijk beschreven soorten Diasporus citrinobapheus en Diasporus igneus.
Veel soorten zijn oranje tot geel van kleur, of hebben vlekken of tekeningen in deze kleur.

## Soorten
- Soort Diasporus amirae Arias, Chaves, Salazar, Salazar-Zúñiga & García-Rodríguez, 2019
- Soort Diasporus anthrax  (Lynch, 2001)
- Soort Diasporus citrinobapheus  Hertz, Hauenschild, Lotzkat & Köhler, 2012
- Soort Diasporus darienensis  Batista, Köhler, Mebert, Hertz & Vesely, 2016
- Soort Diasporus diastema  (Cope, 1875)
- Soort Diasporus gularis  (Boulenger, 1898)
- Soort Diasporus hylaeformis  (Cope, 1875)
- Soort Diasporus igneus  Batista, Ponce & Hertz, 2012
- Soort Diasporus majeensis  Batista, Köhler, Mebert, Hertz & Vesely, 2016
- Soort Diasporus pequeno  Batista, Köhler, Mebert, Hertz & Vesely, 2016, Zool. J. Linn. Soc., 178: 274.
- Soort Diasporus quidditus  (Lynch, 2001)
- Soort Diasporus sapo  Batista, Köhler, Mebert, Hertz & Vesely, 2016, Zool. J. Linn. Soc., 178: 274.
- Soort Diasporus tigrillo  (Savage, 1997)
- Soort Diasporus tinker  (Lynch, 2001)
- Soort Diasporus ventrimaculatus  Chaves, García-Rodríguez, Mora & Leal, 2009
- Soort Diasporus vocator (Taylor, 1955)

Diasporus · 
Eleutherodactylus